# Светлохвойная тайга
Светлохво́йная тайга́ — один из основных типов тайги. В светлохвойной тайге преобладают светлохвойные лиственница и сосна. Растёт также берёза, осина и другие.

## Географическое положение
Светлохвойная тайга распространена в Восточной и Средней Сибири. Светлохвойные леса также встречаются и в других регионах (Урал, Западная Сибирь, Канада).

## Климат
Светлохвойная тайга сформировалась в условиях резко континентального климата. Количество осадков — от 800 до 300 мм в год. Средняя температура января от −39 °C до −10 °C, июля — от +16 °C до +20 °C.
Сосновые леса растут на разных почвах. Чаще всего сосновые леса захватывают открытые участки, так как сосна — светолюбивое дерево. Сосны сравнительно быстро очищаются от сучьев. Поэтому сосновые леса светлые и просторные.
На почвах влажных, но бедных развиваются густые заросли черники. Там, где почва не слишком сухая, но и не чрезмерно влажная, где достаточно много питательных веществ, в массе разрастается кислица. Типы сосновых лесов во многом повторяют типы ельников (есть сосняки-черничники, сосняки-кисличники, сосняки-долгомошники и так далее). На почве в сосняках часто бывает сплошной моховой ковёр, на фоне его развиваются почти те же травы и кустарнички, что и в ельниках, — черника, брусника, грушанки, плауны. Мхи в сосновом лесу почти те же, что и в еловом.
Сильнее всего отличаются от ельников те типы сосняков, которые развиваются на особенно сухих и бедных почвах. Сосна здесь довольно низкая, угнетённая, деревья стоят редко, в лесу особенно много света. В таких сосняках распространены и особые растения, несвойственные ельникам. Тут встречается, например, вереск — невысокий кустарник, в конце лета привлекающий внимание красивой розово-сиреневой окраской своих цветков (они очень маленькие, но многочисленные). Из травянистых растений, характерных для сухих сосняков, можно назвать кошачью лапку — небольшую травку с сизоватыми, серебристыми листьями. На одних экземплярах этого растения мелкие соцветия-корзинки имеют белую окраску, а на других тёмно-розовую. На поверхности почвы в сухих сосняках нередко развивается белый покров лишайников, образованный различными видами «оленьего мха». Это особый тип леса — лишайниковый бор и карликовые берёзки.

## Лиственничная тайга
Лиственничный лес — ещё более светлый, чем сосновый. В таком лесу нижние ветви лиственниц из-за недостатка света отмирают и у деревьев остаются совершенно прямые и практически голые стволы, а на вершине дерева ветви образуют крону. Кроны лиственниц также очень редкие и почти не затеняют почву. В ясную погоду в таком лесу много солнца, почти как на открытом месте. На почве часто бывает сплошной моховой покров, на фоне которого растут типично таёжные и другие малотребовательные к почвенному плодородию растения — травы, кустарнички, кустарники. Среди них немало таких, которые встречаются в сосняках и ельниках: брусника, толокнянка, линнея, грушанка круглолистная, плауны — годичный и сплюснутый и так далее. Есть также растения, свойственные тундре и верховым болотам, — багульник, голубика, флора лиственничного леса почти не имеет своих специфических видов.
Типы лиственничных лесов разнообразны в зависимости от почвенных условий.
На почвах достаточно сухих мы находим под лиственницами густые заросли толокнянки — вечнозелёного кустарничка, очень похожего по внешнему виду и даже по плодам на бруснику (однако плоды толокнянки мучнистые и несъедобные). В древесном ярусе, помимо лиственницы, обычно есть и сосна.
Часто, но в виде небольших участков встречается лиственничный лес со сплошным моховым покровом и господством брусники. Он развивается в условиях несколько большей влажности, чем предыдущий тип. Здесь также бывает примесь сосны.
Особенно широко распространены лиственничные леса со сплошным моховым покровом, на фоне которого развиваются густые заросли небольшого кустарника багульника. Этот кустарник вечнозелёный, листья его узкие, сверху тёмно-зелёные, а снизу рыжеватые; цветки мелкие, белые, с сильным, тяжёлым запахом. Помимо багульника, здесь можно встретить голубику, бруснику, некоторые осоки и другие растения. Данный тип леса приурочен к сырым, плохо дренированным почвам. В древесном ярусе тут безраздельно господствует лиственница.
Лиственничные леса, также, как и другие хвойные, страдают от пожаров. В лиственничном лесу пожар обычно низовой, при этом деревья почти всегда погибают из-за горения мощного подлеска (в отличие, к примеру, от сосновых лесов). Погибшие лиственницы часто не падают, а ввиду особенно прочной древесины и не гниют. Погибшие деревья десятилетиями образуют сухостой, который постепенно зарастает вторичным лесом.